# Ren Wanding

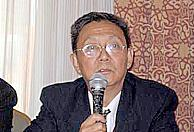
Ren Wanding

Ren Wanding (* 1944 in der Provinz Jiangxi) ist ein chinesischer Dissident, der mehrmals wegen seines Pro-Demokratie-Aktivismus inhaftiert wurde. Ren ist Begründer der China Human Rights League (Menschenrechtsverband Chinas). Berichten zufolge wurde Ren im Jahr 1969, in der Zeit der Kulturrevolution in China, als „Vaterlandsverräter“ und „Revolutionsgegner“ verhaftet und öffentlich gedemütigt.
Ren ist Buchhalter von Beruf und war einer der Führer der Mauer der Demokratiebewegung 1978 bis 1979. Ren war von 1979 bis 1983 ohne Anklage inhaftiert, darunter 12 Monate in Einzelhaft.

## Leben

### 1978 bis 1988
Im Jahr 1978 trat Ren Wanding der Demokratie-Bewegung bei und Anfang 1979 gründete er die „Chinesische Allianz für Menschenrechte“ sowie die eigenständige Zeitung „Menschenrechte in China“. Zusammen mit weiteren Aktivisten verkündete Ren 1979 an der Mauer der Demokratie ein „chinesisches Manifest für Menschenrechte“, in dem sie Bürgerrechte forderten.
In den späten 1970er Jahren wurde er vier Jahre wegen seiner Beteiligung an der Bewegung „Mauer der Demokratie“ inhaftiert. 
Nach der Freilassung brach er 1988 sein Schweigen und veröffentlichte durch die ausländische Presse ein Essay zum Gedenken an den zehnten Jahrestag der Demokratiebewegung. Als er gefragt wurde, ob er eine zweite Gefangenschaft befürchte, antwortete Ren: „Ich habe einige sehr beängstigende Erfahrungen durchgemacht ... Aber China hat keine Demokratie und keine Menschenrechte und der Lebensstandard ist zu niedrig, das sind noch erschreckendere Dinge.“ Ren forderte Ausländer auf, China nur dann zu helfen, wenn das chinesische Regime seine Menschenrechte verbessert.

### 1989 bis 1996
Im Jahr 1989 wurde er erneut verhaftet, weil er bei den Tiananmen-Platz Protesten von 1989 eine Rede hielt. Ren war der einzige der 71 verhafteten Dissidenten, der vor Gericht auf seinem Standpunkt beharrte. Er wurde zu sieben Jahren Gefängnis verurteilt, was Amnesty International dazu veranlasste, ihn als Gewissensgefangenen zu bezeichnen. 1992 vertrieben chinesische Behörden Rens Frau und Tochter aus ihrem Haus. Im Jahr 1993 litt Ren Berichten zufolge unter unbehandeltem Katarakt und schweren Hämorrhoiden, was Amnesty International dazu veranlasste, eine medizinische Warnung zu erteilen. Noch während seiner Haftzeit wurde ihm 1994 der Robert F. Kennedy Human Rights Award verliehen. Ren wurde im Juni 1996 nach vollständig verbüßter Haftstrafe freigelassen.
Als Ren freigelassen worden war, soll er versucht haben, die Demokratische Partei Chinas als rechtliche, politische Partei registrieren zu lassen. Doch Polizisten waren außerhalb seines Hauses stationiert, um ihn davon abzuhalten, den Antrag einzureichen. Dieser Vorfall verursachte eine Spaltung in der Führung der Dissidentenbewegung. Der Mitstreiter Xu Wenli gründete danach seinen eigenen Unterbezirk der Demokratischen Partei Chinas, als Konkurrenz zu der von Ren. Danach sagte Ren, dass Xu „die Partei vergewaltige“ und in seinem Ehrgeiz „auf andere treten“ würde. Xu nannte Ren eine „schwache Person“, die auf ihren Anspruch, die Partei zu führen, verzichtet hatte.

### 2001 bis 2007
Im Jahr 2001 unterstützte Ren das erfolgreiche Angebot Chinas für die Olympischen Sommerspiele 2008 und erklärte er hoffe, dass die Veranstaltung die Reformbewegung stärken würde: „China muss ihre Menschenrechte verbessern ... Gegen die Olympischen Spiele zu sein, wird nicht dabei helfen, dieses Ziel zu erreichen.“ Im Jahr 2007 erlaubten ihm die chinesischen Behörden Hongkong zu besuchen. Als Unterstützung der Menschenrechtsbewegung in China, hielt Ren mehrere Vorträge in Hongkong, Europa und den Vereinigten Staaten.

## Privates
Ren ist mit Zhang Fengying verheiratet und hat eine Tochter.